# Suiza en los Juegos Olímpicos de Atenas 2004
Suiza estuvo representada en los Juegos Olímpicos de Atenas 2004 por un total de 98 deportistas que compitieron en 19 deportes.  
El portador de la bandera en la ceremonia de apertura fue el tenista Roger Federer.

## Medallistas
El equipo olímpico suizo obtuvo las siguientes medallas:
| Nombre                        | Deporte           | Competición    |
| ----------------------------- | ----------------- | -------------- |
| Oro                           |                   |                |
| Marcel Fischer                | Esgrima           | Espada ind. M  |
| Plata                         |                   |                |
| Franco Marvulli Bruno Risi    | Ciclismo en pista | Madison M      |
| Bronce                        |                   |                |
| Karin Thürig                  | Ciclismo en ruta  | Contrarreloj F |
| Sven Riederer                 | Triatlón          | Individual M   |
| Patrick Heuscher Stefan Kobel | Vóley playa       | Torneo M       |